# 布卢瓦市政厅
布卢瓦市政厅（Hôtel de ville de Blois）是法国布卢瓦的市政厅，位于布卢瓦圣路易主教座堂后面。它设于原主教宫建筑内，建于18世纪，建筑师雅克·加布里埃尔（布卢瓦老桥的设计者）。
沙特尔教区曾经很大，长期拥有超过900个堂区。1685年颁布枫丹白露敕令后，新教在布卢瓦地区的影响是仍然很大。这种情况下天主教布卢瓦教区成立，路易十四选择的人选成为第一任主教。

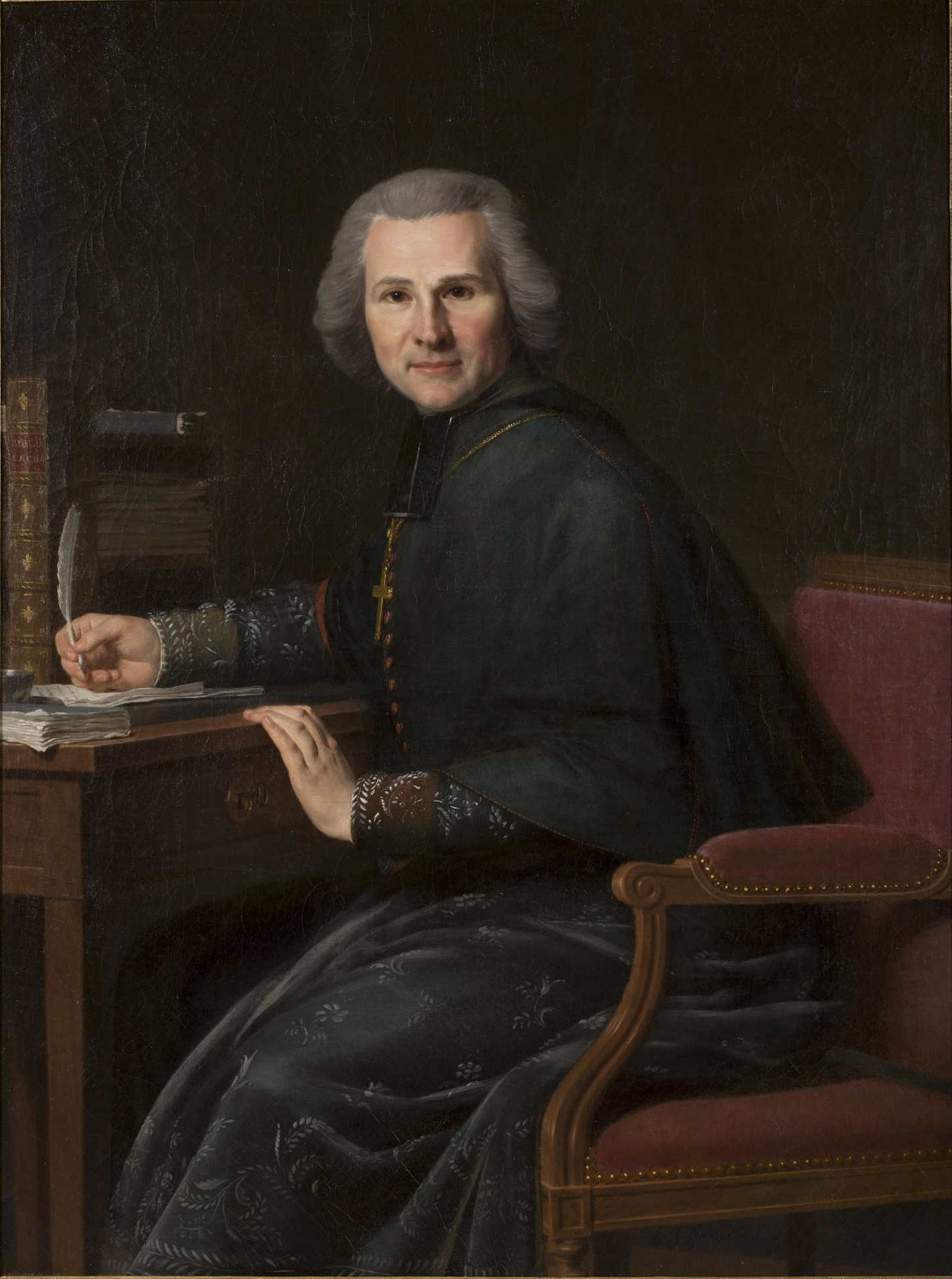

1930年，布卢瓦市政厅列为历史古迹。